# Kudepsta
Kudepsta - Кудепста (rus) - és un microdistricte, микрорайон (mikroraion) en rus, del krai de Krasnodar, a Rússia, pertany al districte de Khosta, de la unitat municipal de la ciutat-balneari de Sotxi, al sud de Rússia.
Es troba a la desembocadura del riu Kudepsta a la riba nord-est de la mar Negra, al sud-est de la zona històrica de Sotxi. Ocupa la part inferior de la vall de l'est del riu i del seu petit afluent per la dreta, el Zmeika.
Pertanyen a aquest municipi els pobles de Bestújevskoie, Vardané-Vérino, Verkhnenikolàievskoie, Vorontsovka, Dubravni, Ilariànovka, Kalínovoie Ózero, Kaixtani, Kràsnaia Vólia i Khleborob.